# بيركوين
بيركوين (بالإنجليزية: Peercoin) (المعروفة أيضًا باسم PP Coin أو PPC) هي عملة معماة من ند لند تستخدم أنظمة إثبات الحصة وإثبات العمل، وهو أول تطبيق للعملات المعماة قائم على إثبات الحصة. يتم توزيع شفرة مصدر بيركوين بموجب ترخيص برنامج معهد ماساتشوستش / نظام النافذة إكس، تستند العملة إلى ورقة بحثية مقدمة في أغسطس 2012 أدرجت أسماء المبرمجين سكوت نادال وسني كينغ قاموا بإنشاء بيركوين وبرايم كوين. في نظام إثبات الحصة يتم إنشاء عملات معدنية جديدة بناءً على ممتلكات الأفراد. 